# Марков, Анатолий Львович
Анатолий Львович Марков (28 декабря 1893 [9 января 1894], Щигровский уезд, Курская губерния — 10 августа 1961, Сан-Франциско, США) — русский офицер, писатель, журналист.

## Биография
Детство и юность провёл в имении отца в селе Покровском, Щигровского уезда.
В 1913 году окончил Воронежский кадетский корпус. Затем поступил Николаевское кавалерийское училищеиз которого выпустился в 1914 году корнетом в 12-й драгунский Стародубовский полк.
В 1915 году был переведён в Ингушский конный полк Кавказской туземной конной дивизии, в составе которого участвовал в Первой мировой войне. 28 октября этого же года в конной атаке при селении Петликовцы-Новы в Галиции был ранен и контужен.
Ротмистр Ингушского конного полка Кавказской туземной конной дивизии. Ротмистр 1-го офицерского (Алексеевского) конного полка.
В 1917 году назначен начальником участка округа Байбурт, а вскоре занял должность начальника всего округа.
Во время Гражданской войны — в Белой армии. Воевал в составе офицерского конного полка Добровольческой армии на юге России. Получил повторную контузию при взятии Екатеринодара.
3 августа 1919 года занял должности старшего адъютанта комендантского управления Новороссийска, начальника отряда пограничного округа в Геленджике. Состоял при Управлении внутренних дел Главного Командования Юга России.
22 февраля 1920 года вместе с женой и маленькой дочкой эвакуирован англичанами из Новороссийска в Египет. С 1922 года в должности чиновника англо-египетской полиции в Александрии, позднее занимал высокий пост в местной полиции.
Вступил во Всероссийскую фашистскую партию К. В. Родзаевского, с 1937 года именовавшуюся Российским фашистским союзом (РФС). Возглавлял Египетский очаг (отделение) РФС с центром в г. Александрия. Члены очага прислали в харбинскую партийную газету «Наш путь» корреспонденцию о Египте и распространяли агитационную литературу РФС, в том числе и среди моряков заходивших в Александрию советских судов.
Член и секретарь церковно-приходского совета Александрии.
После Второй мировой войны Марков переехал в США. Сотрудничал в парижской газете «Русская мысль».
В 1952 году вышел в отставку.
В 1958 году переехал в США.
Скончался 10 августа 1961 года в Сан-Франциско, где похоронен на сербском кладбище.

## Писательская деятельность
Журналист, писатель. Автор многочисленных статей, воспоминаний, рассказов, исторических очерков. Благодаря его статьям сохранилось немало интересных сведений о жизни русской колонии в Египте, по истории региона в целом. Писал о православии, на темы истории церкви на Востоке. 
Активно сотрудничал с русскими газетами «Новое время», «Возрождение», «Русское время» и другими. Некоторые его статьи публиковались под псевдонимом «Шарки».
Занимался генеалогическими исследованиями, а также литературной и научно-исторической деятельностью. 
Принимал участие в работе американской научной экспедиции в сотрудничестве с Каирским университетом, занимавшейся исследованиями в древних христианских монастырях Египта и Синая.
В 1952 году был избран почетным членом Византийского института в Мадриде за цикл статей по истории Византии, опубликованных во французской и греческой прессе.

## Сочинения
- Повесть «Кадеты и юнкера». Издание Обще-кадетского объединения в Сан-Франциско (1961). В 2007 году была выпущена московским издательством «Вече»[1].
- Родные гнезда. Сан-Франциско. 1962[1].
- В Ингушском конном полку[2].
- Мемуары в 2 томах «Записки о прошлом. 1893–1920»[1].

## Награды и звания
1. Командорский крест ордена Святого Марка. Почётный драгоманом Патриарха по русскому отделу (1949). Награждён и назначен патриархом Александрийским Христофором II за многолетнюю деятельность на благо Церкви[1].
2. За воинские заслуги (переданы в Дом русского зарубежья в 2008 году дочерью Викторией)[1]: 
  - Орден Святой Анны 4-й степени с надписью «За храбрость»
  - Орден Святого Станислава 3-й степени (с мечами и бантом)
  - Орден Святой Анны 3-й степени (с мечами и бантом)
  - Медаль за спасение погибающих (на Владимирской ленте (серебряная))
  - Бронзовая медаль в память 300-летия Дома Романовых
  - Орден Святого Николая Чудотворца в память Великой мировой войны (с мечами).

## Семья
Принадлежит к дворянскому роду Марковых.
Прадед — Лев Александрович Марков (1799–1869). Выпускник муравьевской Школы колонновожатых, состоял в свите императора Александра I. Женился на дочери сподвижника Суворова генерал-аншефа Алексея фон Ган-фон-Роттергана Елизавете, имел семь сыновей и шесть дочерей. Уйдя в отставку, поселился в деревне, занялся хозяйством и служил в гражданском ведомстве по выборам от дворянства.
Дед — Евгений Львович Марков (1835–1903). Писатель и публицист, путешественник, литературный критик, этнограф, крымовед, был управляющим Дворянским и Крестьянским банками в Воронеже.
Отец — Лев Евгеньевич Марков (1862–1936). Инженер, общественный деятель. В 1888 году окончил Николаевскую инженерную академию; с 1891 — в отставке. С 1907 — предводитель дворянства Щигровского уезда, Курской губернии. Активно содействовал проведению столыпинской аграрной реформы, принимал участие в монархическом движении. В эмиграции проживал в Югославии, где несколько лет работал инженером.
Мать —  Виктория Вячеславовна Рышкова. Курская дворянка, трагически погибла в 1909 году во время пожара в тульском кинематографе.
Дядя —  Николай Евгеньевич Марков. Русский политик ультраправых взглядов, публицист и писатель, коллежский советник, инженер-архитектор, глава Союза русского народа. 
Дважды женат.
Дочь от второго брака — Виктория Анатольевна Маркова-Суровцева.